# Elecciones estatales de Hesse de 1991
Las elecciones al Parlamento de Hesse de 1991 se celebraron el 20 de enero de  1991, dando lugar a la pérdida de poder de la gobernante coalición CDU/FDP . El SPD fue el partido más fuerte con el 40,8% de los votos y pudo, junto con los Verdes, formar la segunda coalición rojiverde en Hesse. Junto con las elecciones estatales se realizaron dos referendos de participación obligatoria, sobre  cambios a la constitución estatal.

## Candidatos

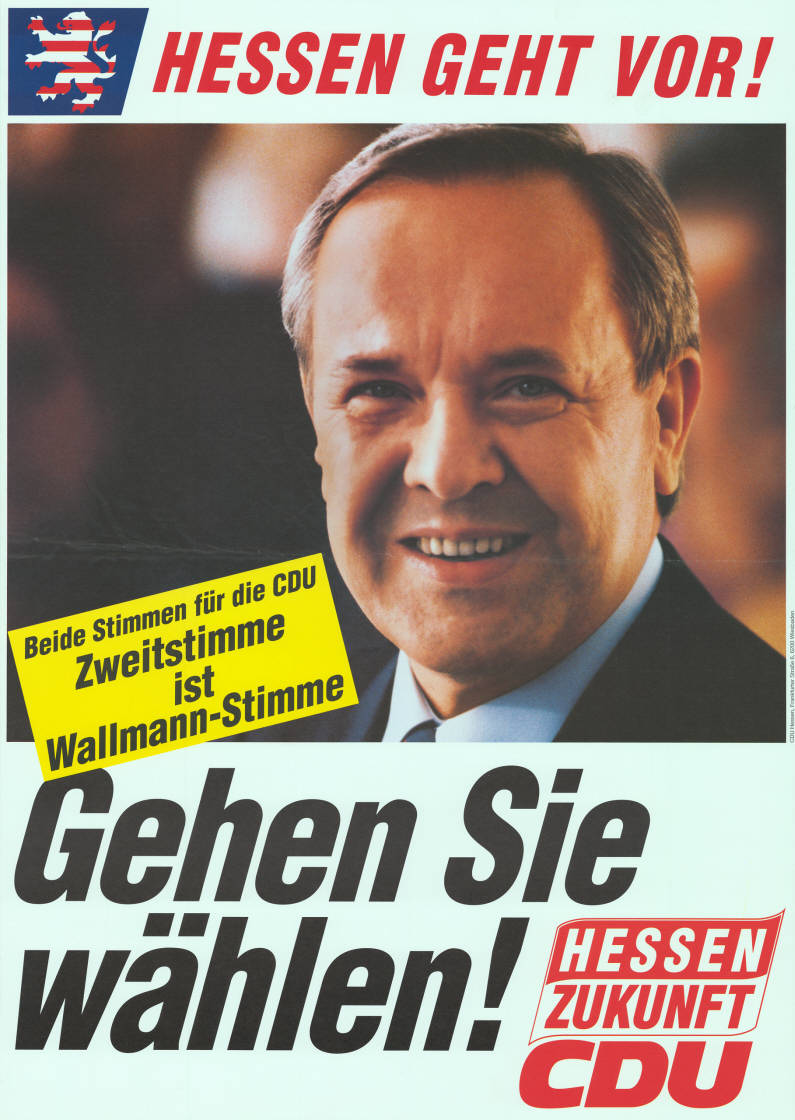
Cartel electoral de la CDU

La CDU posuló con el primer ministro Walter Wallmann como principal candidato. El candidato del SPD fue el alcalde de Kassel Hans Eichel. Los Verdes posularon a dos cabeza de lista: Iris Blaul y Joschka Fischer. El FDP posuló al ministro Wolfgang Gerhardt como principal candidato.

## Campaña
Las encuestas pronosticaron en 1991, una ventaja para la CDU.

## Resultados

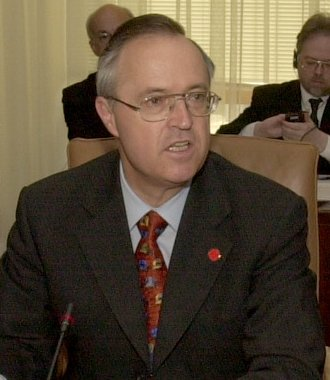
Hans Eichel

El SPD y los Verdes obtuvieron una estrecha mayoría absoluta de escaños, teniendo 56 de los 110 escaños. Eichel fue elegido el 5 de abril de 1991 como nuevo primer ministro.
Los resultados completos fueron:
|                |                | Votos directos | Votos directos    | Votos directos | Votos directos | Votos de lista | Votos de lista | Votos de lista |
| Votos          | %              | Candidatos     | Mandatos directos | Votos          | %              | Escaños        |                |                |
| -------------- | -------------- | -------------- | ----------------- | -------------- | -------------- | -------------- | -------------- | -------------- |
| Hab. inscritos | Hab. inscritos | 4.278.151      |                   |                |                | 4.278.151      |                |                |
| Votantes       | Votantes       | 3.028.940      | 70,80             |                |                | 3.028.940      | 70,80          |                |
| Votos válidos  | Votos válidos  | 2.959.469      | 97,71             |                |                | 2.974.872      | 98,21          |                |
|                | SPD            | 1.289.735      | 43,58             | 55             | 31             | 1.214.909      | 40,84          | 46             |
|                | CDU            | 1.246.046      | 42,10             | 55             | 24             | 1.195.965      | 40,20          | 46             |
|                | GRÜNE          | 212.795        | 7,19              | 55             |                | 262.161        | 8,81           | 10             |
|                | FDP            | 185.413        | 6,27              | 55             |                | 220.115        | 7,40           | 8              |
|                | REP            | 8.644          | 0,29              | 8              |                | 49.320         | 1,66           |                |
|                | Die Grauen     | 9.273          | 0,31              | 15             |                | 16.521         | 0,56           |                |
|                | ÖDP            | 4.652          | 0,16              | 11             |                | 8.772          | 0,29           |                |
|                | PBC            | 137            | 0,00              | 1              |                | 7.109          | 0,24           |                |
|                | Independientes | 2.774          | 0,09              | 2              |                | —              |                |                |
| Total          | Total          | 2.959.469      | 100               | 257            | 55             | 2.974.872      | 100            | 110            |

## Referendos
Coincidiendo con la elección, dos referendos sobre cambios a la constitución del estado se llevaron a cabo. El primero rezaba sobre la inclusión de la protección del medio ambiente como un objetivo del gobierno, el segundo trató sobre la elección directa de alcaldes, lo cual modificaba los artículos 138 y 161. En ambos referendos, la opción Si fue aprobada por una mayoría aplastante de votantes.
| Referendos en Hesse de 1991                          | Referendos en Hesse de 1991 | Referendos en Hesse de 1991 | Referendos en Hesse de 1991 | Referendos en Hesse de 1991  | Referendos en Hesse de 1991 | Referendos en Hesse de 1991  | Referendos en Hesse de 1991 | Referendos en Hesse de 1991 | Referendos en Hesse de 1991 |
| Propuesta                                            | Votantes                    | Participación (%)           | Votos para la opción Si     | Porcentaje para la opción Si | Votos para la opción No     | Porcentaje para la opción No | Votos nulos                 | % de votos nulos            | Resultado                   |
| ---------------------------------------------------- | --------------------------- | --------------------------- | --------------------------- | ---------------------------- | --------------------------- | ---------------------------- | --------------------------- | --------------------------- | --------------------------- |
| Protección del medio ambiente como objetivo nacional | 3.028.821                   | 70,80 %                     | 2.260.733                   | 74,64 %                      | 510.699                     | 16,86 %                      | 257.389                     | 8,50 %                      | erfolgreich                 |
| Elección directa de alcaldes y distritos             | 3.028.820                   | 70,80 %                     | 2.276.425                   | 75,16 %                      | 500.689                     | 16,53 %                      | 251.706                     | 8,31 %                      | erfolgreich                 |